# اوتسانک
اوتیک کوچولو (چکی: Otesánek) یک فیلم کمدی-درام ترسناک به کارگردانی یان شوانکمایر محصول سال ۲۰۰۰ میلادی است که بر پایه قصه فولکلور اوتسانک اثر کی. جی. اربن و به صورت اجرای زنده استاپ موشن ساخته شد.